# Amir Derakh
Amir Derakh, znany także jako Amir Davidson (ur. 20 czerwca 1963 w Schenectady) – gitarzysta zespołu Orgy. Był również gitarzystą w grupach Rough Cutt i Jailhouse. Współzałożyciel zespołu Julien-K. W latach 2005–2011 grał w zespole Dead by Sunrise u boku Chestera Benningtona.